# Weißkeißel
Weißkeißel, obersorbisch Wuskidźⓘ, ist eine Gemeinde im Landkreis Görlitz im Osten des Freistaats Sachsen. Der Ort gehörte ursprünglich zum sorbischen Sprachgebiet des Muskauer Dialekts und zählt bis heute zum amtlichen sorbischen Siedlungsgebiet.

## Geografie und Verkehr
Die Gemeinde Weißkeißel liegt im nordöstlichen Teil des Landkreises nahe der Grenze zu Polen in einer waldreichen Gegend am Nordrand der Muskauer Heide. Südlich des Siedlungsgebietes erstreckt sich der Truppenübungsplatz Oberlausitz, der mit rund 160 km² der viertgrößte Truppenübungsplatz der Bundeswehr ist.
Nordwestlich Weißkeißels liegt in etwa 7 km Entfernung die Stadt Weißwasser/Oberlausitz, mit der Weißkeißel eine Verwaltungsgemeinschaft bildet. Die Gemeinde Krauschwitz, deren namensgebender Hauptort nördlich Weißkeißels liegt, nimmt die gesamte Ostgrenze ein. Im Süden grenzt die Gemeinde Rietschen und im Südwesten die Gemeinde Boxberg/O.L. an.
Durch das Gemeindegebiet verläuft die Bundesstraße 115, die, von Bad Muskau aus über Krauschwitz, Weißkeißel und Rietschen nach Niesky und Görlitz führend, eine der Hauptverkehrsadern des Nordkreises bildet.
Es gibt an der Bahnstrecke Berlin–Görlitz einen Betriebsbahnhof der Deutschen Bahn AG, welcher abgelegen liegt und nur betrieblich ausgelegt ist. Von dort wird auch der Gleisanschluss zu den Anlagen des Truppenübungsplatzes bedient. Er ist örtlich besetzt mit einem Fahrdienstleiter.

## Gemeindegliederung
Neben Weißkeißel selbst gehören noch die Siedlungen Haide (Hola), Kaupen (Kupelń) und Bresina (Brězyna) zur Gemeinde, wobei nur Haide den Status eines Gemeindeteils hat. Die Gemeinden Weißkeißel und Haide arbeiteten bereits seit 1960 zusammen, der Zusammenschluss erfolgte jedoch erst zum 1. Januar 1974.

## Geschichte

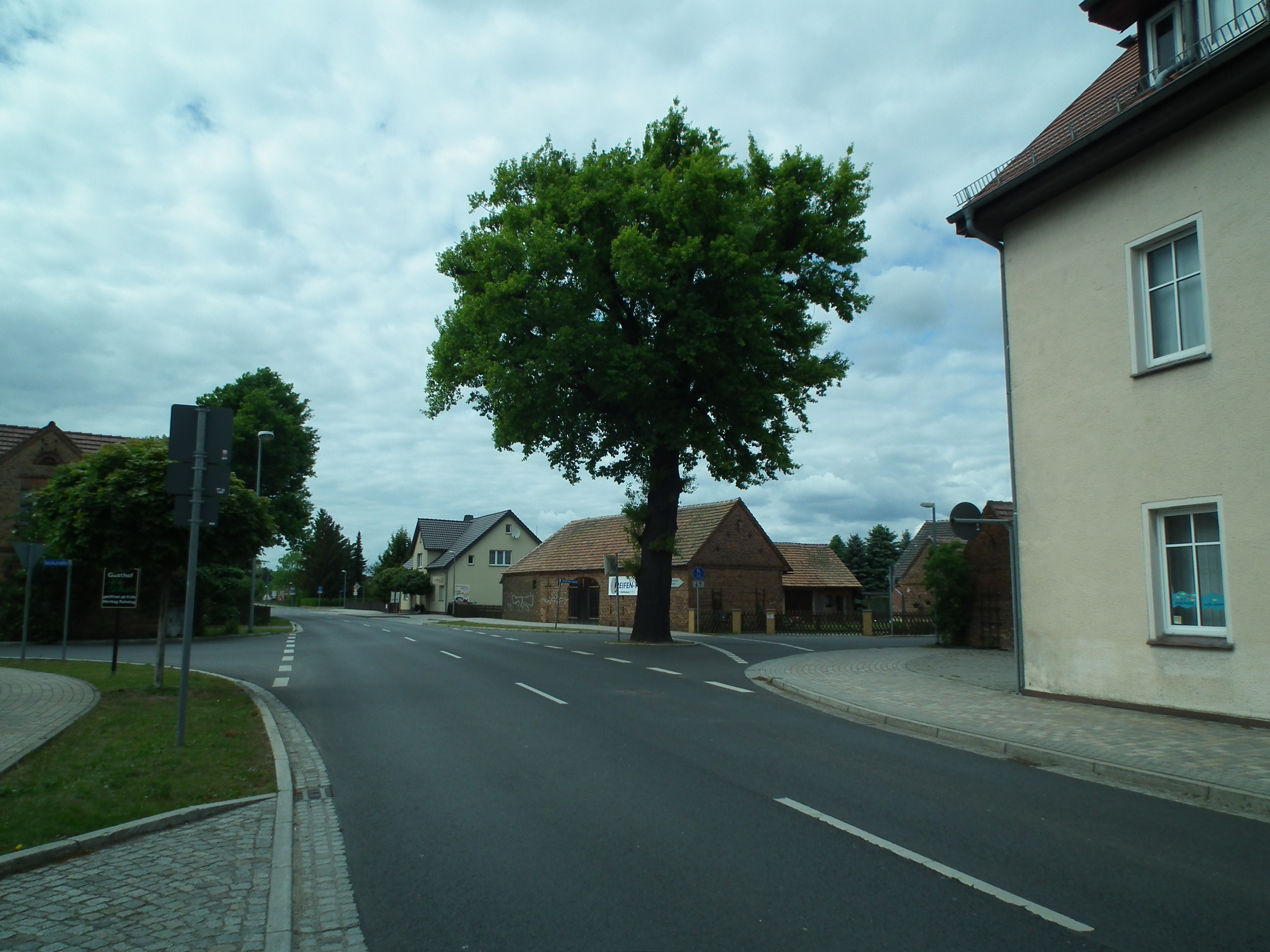
Ortsansicht

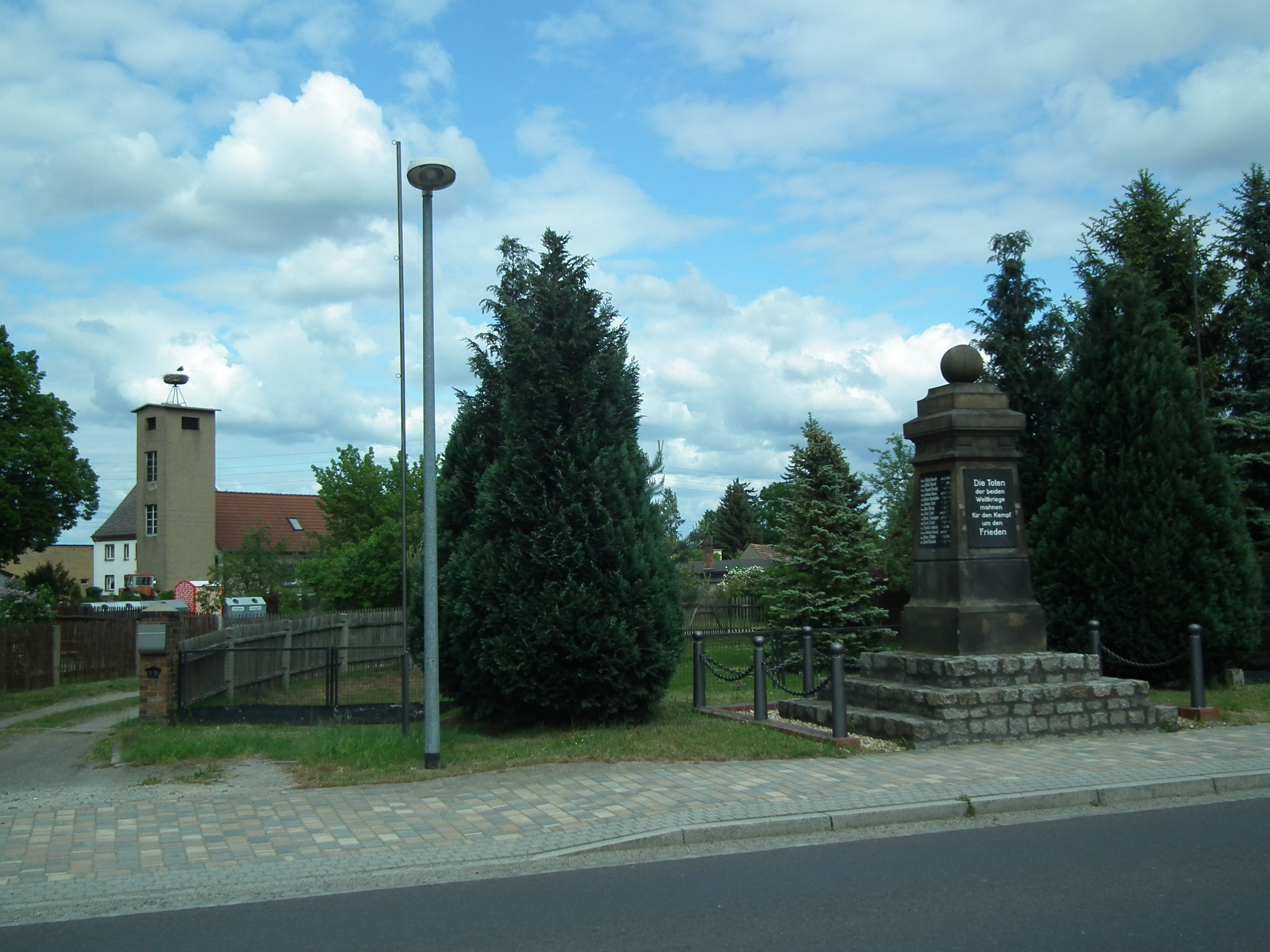
Kriegerdenkmal

Weißkeißel wurde erstmals in einer Urkunde am 21. September 1452 erwähnt, als Wenzel von Bieberstein dem Ort Muskau das Stadtrecht verlieh. Die Ortschaft zählte 32 Seelen und wurde Weißkesch genannt. Die Schreibweise änderte sich im Laufe der Zeit mehrmals, meist waren gleichzeitig mehrere Auffassungen gültig – von Weiszkeusel über Weißkhessel und Weißkeisel bis zum endgültigen Beschluss in der ersten Hälfte des 20. Jahrhunderts die Schreibweise Weißkeißel amtlich zu verwenden, wobei die Schreibweise Weißkeisel auf einigen Ortseingangsschildern noch bis 1987 Bestand hatte.
Durch seine Lage ist Weißkeißels Geschichte eng mit der Geschichte der Standesherrschaft Muskau verbunden. Im Dreißigjährigen Krieg wurde Weißkeißel im Jahr 1631 durch kaiserliche Truppen zerstört.
Bis ins 20. Jahrhundert sprach ein Großteil der Bevölkerung Sorbisch. Arnošt Muka ermittelte für seine Statistik der Lausitzer Sorben 1884/85 eine Gesamteinwohnerzahl von 755, davon 739 Sorben (98 %) und 16 Deutsche. Bei der Volkszählung 1905 hatte Weißkeißel 874 Einwohner, davon 775 sorbischer und 77 deutscher Muttersprache, weitere 22 gaben Deutsch und eine weitere Sprache an, die in der Regel das Sorbische war.
In der Deutschen Demokratischen Republik wurde Weißkeißel Standort für die Landstreitkräfte der NVA mit dem Ausbildungszentrum 6 („Rudolf Egelhofer“), der Raketenabteilung 6 („Ernst Busch“), sowie dem Truppenübungsplatz Nochten.

## Politik

### Gemeinderat
Seit der Gemeinderatswahl am 9. Juni 2024 verteilen sich die zwölf Sitze des Gemeinderates folgendermaßen auf die einzelnen Gruppierungen:
- Freie Wählergemeinschaft Weißkeißel: 9 Sitze
- AfD: 1 Sitz (ein Sitz bleibt mangels Bewerber unbesetzt)
- Linke: 1 Sitz

| Gemeinderat ab 2024Insgesamt 11 Sitze - Linke: 1 - FWW: 9 - AfD: 1 Ein Sitz der AfD bleibt unbesetzt. Der Gemeinderat verkleinert sich entsprechend. | Liste                               | 2024   | 2024   | 2019   | 2019   | 2014   | 2014   |
| Gemeinderat ab 2024Insgesamt 11 Sitze - Linke: 1 - FWW: 9 - AfD: 1 Ein Sitz der AfD bleibt unbesetzt. Der Gemeinderat verkleinert sich entsprechend. | Liste                               | Sitze  | in %   | Sitze  | in %   | Sitze  | in %   |
| Gemeinderat ab 2024Insgesamt 11 Sitze - Linke: 1 - FWW: 9 - AfD: 1 Ein Sitz der AfD bleibt unbesetzt. Der Gemeinderat verkleinert sich entsprechend. | Freie Wählergemeinschaft Weißkeißel | 9      | 77,6   | 9      | 73,4   | 9      | 69,6   |
| Gemeinderat ab 2024Insgesamt 11 Sitze - Linke: 1 - FWW: 9 - AfD: 1 Ein Sitz der AfD bleibt unbesetzt. Der Gemeinderat verkleinert sich entsprechend. | AfD                                 | 1      | 17,0   | 1      | 8,9    | –      | –      |
| Gemeinderat ab 2024Insgesamt 11 Sitze - Linke: 1 - FWW: 9 - AfD: 1 Ein Sitz der AfD bleibt unbesetzt. Der Gemeinderat verkleinert sich entsprechend. | Linke                               | 1      | 5,3    | 1      | 8,6    | 1      | 11,1   |
| Gemeinderat ab 2024Insgesamt 11 Sitze - Linke: 1 - FWW: 9 - AfD: 1 Ein Sitz der AfD bleibt unbesetzt. Der Gemeinderat verkleinert sich entsprechend. | SPD                                 | –      | –      | 1      | 9,2    | 2      | 19,3   |
| Gemeinderat ab 2024Insgesamt 11 Sitze - Linke: 1 - FWW: 9 - AfD: 1 Ein Sitz der AfD bleibt unbesetzt. Der Gemeinderat verkleinert sich entsprechend. | Wahlbeteiligung                     | 70,2 % | 70,2 % | 64,0 % | 64,0 % | 55,1 % | 55,1 % |

### Bürgermeister
- 1989–2001: Roland Spranger (parteilos)
- seit 2001: Andreas Lysk (parteilos)

Lysk wurde zuletzt am 13. Juni 2022 mit 98,2 Prozent der Stimmen für eine Amtszeit von sieben Jahren wiedergewählt.
| Wahl | Bürgermeister | Vorschlag | Wahlergebnis (in %) |
| ---- | ------------- | --------- | ------------------- |
| 2022 | Andreas Lysk  | Lysk      | 98,2                |
| 2015 | Andreas Lysk  | Lysk      | 98,5                |
| 2008 | Andreas Lysk  | Lysk      | 63,2                |
| 2001 | Andreas Lysk  | FWW       | 82,6                |

## Sehenswürdigkeiten
Die Kulturdenkmale sind in der Liste der Kulturdenkmale in Weißkeißel erfasst.

## Bildung
Alte Schule, Görlitzer Straße 14Die Schule wurde 1909 erbaut und bis 1988 als Schule genutzt. Danach befanden sich in diesem Gebäude eine Verkaufsstelle und eine Gaststätte mit dem Namen Alte Schule.
Grundschule Weißkeißel, Kaupener Straße 6Ab März 1967 konnten die Klassen fünf bis acht in der neuen Schule in der Kaupener Straße unterrichtet werden. Später wurden hier nur noch Klassenstufe 1–4 unterrichtet. Ab 1998 wurde der 229-jährige Schulbetrieb in Weißkeißel eingestellt und 1999 wurde die Grundschule wegen rückläufiger Geburtenzahlen geschlossen.
Der Schulhort war in einer langgezogenen Baracke auf dem gleichen Gelände wie die Grundschule.

## Regelmäßige Veranstaltungen
In Weißkeißel findet monatlich ein Bauern- und Viehmarkt mit regionaler Bekanntheit statt. Überregionale Bedeutung hatte über viele Jahre hinweg das Hexenbrennen in Weißkeißel am 30. April. Es war das größte Volksfest Weißkeißels und das größte Hexenbrennen der Region um Weißwasser/Oberlausitz. Seit dem Jahr 2011 wird es jedoch aus verschiedenen Gründen nicht mehr in großem Umfang durchgeführt. Daher musste es diesen Titel an das Hexenbrennen in Weißwasser abgeben.